# Герб Глушківки
Герб Глушкі́вки — один з офіційних символів села Глушківка, Куп'янський район Харківської області, затверджений рішенням сесії Глушківської сільської ради.

## Опис
На золотому полі, перетятому лазуровим хвилястим поясом, зелена чаша, заповнена колосками, з яких на дно сиплеться зерно. Праворуч чаша супроводжується с-подібною стилізованою заглавною літерою Г, ліворуч — срібним стилізованим колесом. У центрі колеса — схрещені збільшувальне скло і мініатюрний молоточок. Герб облямований декоративним картушем і прикрашений сільською короною.

## Значення символів
Золоте тло означає Божу присутність і багатство тутешнього краю. Зелений колір чаші символізує свободу і достаток, які уособлюються в колоссі та зерні, що наповнюють чашу. Чорна ніжка чаші нагадує, що все це дає тутешня земля. Колесо — предмет, який дав назву селу, і алегоричне зображення колеса історії. Перехрещені в центрі колеса лупа і молоточок символізують основний інструмент, яким відомий мікромініатюрист, уродженець села, Микола Сядристий, користується при виготовленні своїх творів. Літера Г є монограмою села Глушківки. Лазуровий пояс, що перетинає поле — символ річок Осколу та Піщанки.